# 美狄亚 (古希腊悲剧)
《美狄亚》，古希腊诗人欧里庇得斯的著名悲剧。
《美狄亚》主要描写家庭问题，是欧里庇得斯最感人的作品之一。

## 内容
美狄亚原本是异国女子，她是科尔喀斯城邦国王埃厄忒斯的公主，她對前来取金羊毛的伊阿宋產生鍾情，伊阿宋是伊尔科斯城邦国王的王子，她背叛自己的家人帮助伊阿宋完成任务，之后跟着伊阿宋来到古希腊伊奥尔科斯，帮助伊阿宋报了杀父之仇，最后他们来到科林斯。
伊阿宋这时候打算娶科林斯公主当妻子然後抛弃美狄亚，科林斯国王打算驱逐美狄亚出境，美狄亚因此痛恨伊阿宋决心报复他，假装和他和好。美狄亚叫她的兩个儿子给当新娘的公主和当岳父的国王各送一件浸透毒药的衣服然後谋害他們，随后美狄亚又杀害自己與伊阿宋的兩个儿子再逃到雅典。伊阿宋在遭到美狄亚的報復後命喪於取得金羊毛的阿爾戈號船的下面。

## 人物性格
美狄亚是这出悲剧的主人公，性格特点是聪明热情，敢作敢为。她追求平等，又带有原始特点。具备女人共有的感情，把丈夫当作唯一心爱的男人，在遭到背叛后就会把炽热的爱情转化为仇恨的怒火。女人通常胆小，但是遇到感情被玩弄的情况，也有可能会亮出屠夫一般的凶狠手段。为了爱情，美狄亚付出了背叛父亲和杀死兄弟的代价，当这一高昂代价被证明毫无意义的时候，她就用了极其残暴的方式报复伊阿宋的不忠诚。

伊阿宋身上有复杂的一面，既有英雄气质又有普通人的儿女情长，有时沉着冷静，有时也抑制不住自己的感情。伊阿宋的悲剧来自以不恰当的方式追求个人利益，也没有尊重别人的奉献，是一个精致的利己主义者。

## 主题和风格
《美狄亚》描写了“爱情”和“婚姻”的悲剧，两个主角分别是被抛弃、被侮辱、被践踏尊严的美狄亚，忘恩负义、喜新厌旧的伊阿宋，反映了古希腊妇女地位低下，饱受压迫，批判了男女不平等。

欧里庇得斯的语言清晰流畅，重视话语的修辞效果，擅长用文字塑造形象以便把观众引入审美意境。《美狄亚》中有大量赞颂雅典的篇幅，用生动的景色激发雅典人的爱国热情。